# 天津地铁1号线
天津地铁1号线，是天津地铁线路之一，连接天津市北辰区刘园站和天津市津南区双桥河站，属于城市轨道交通系统，由天津7047工程建成的地铁既有线路延伸改造而来:357。全线目前共设28座车站，其中高架站8座，地下站19座，半地下站1座。1号线首通段（刘园至旧双林站）全长26.188 km，其中高架线8.743 km，地面线1.509 km，过渡线0.558 km，地下线15.378 km，东延段（双林站至双桥河站）全长16.039 km，代表色为■红色。

## 历史

### 7047工程

天津地铁老标志

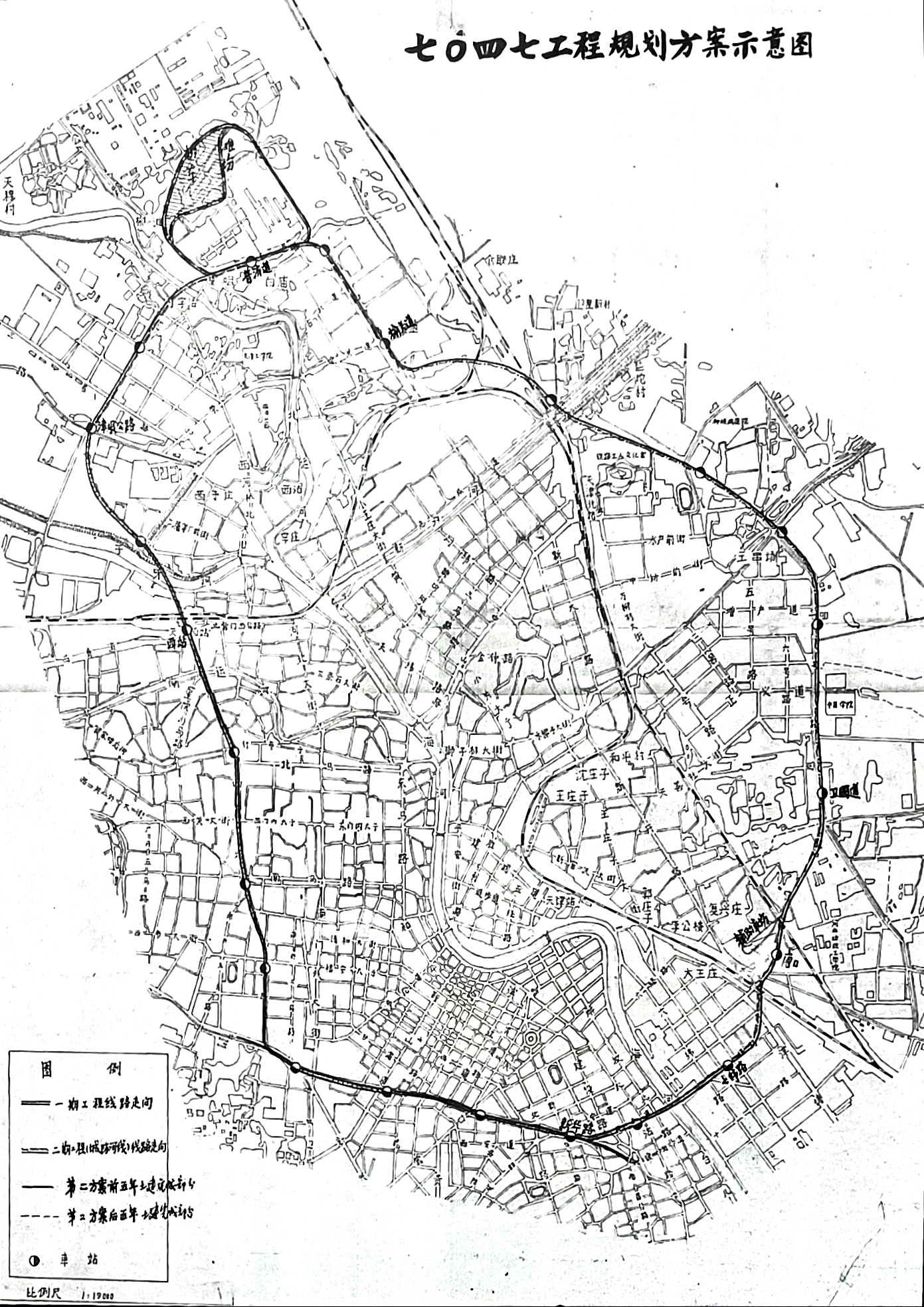
七〇四七工程规划方案示意图

1969年珍宝岛事件发生后，天津市革命委员会按照党中央和毛主席的指示开始发动群众修建防空洞。1970年，天津开始修建人防通道工程，其中包括主干道、干道、支道和连接通道。1970年4月7日，革命委员会决定将主干道改为地下铁道:218，利用墙子河的河床修建洞体，沿途与各区人防工程相连，平时走车不走人，战时走人不走车。4月14日，革委会下达通知成立墙子河改造工程指挥部，该工程对外称为7047工程，6月5日，7047工程破土动工:466。由于当时施工设备、技术条件都比较差，完全靠人工操作，再加上时间紧任务重，所以工程由7047指挥部组织实施，采取全民会战的形式，以专业队伍为骨干，义务劳动大军为主力，大打人民战争，全市群众参加了共计466.54万个义务劳动日，每天都有近五千人参加劳动，直至1973年3月组建地铁工程公司，施工工作改由职工承担。由于义务劳动停止，劳动力严重不足，地铁工程公司为提高施工机械化程度自制和修复了一批工程机械。1974年，洞体内轨道和线路的铺装工作开始，1975年时已完成了6.2公里的铺设工作，线路初步具备通车条件。1975年，北京地铁调拨了4辆DK3型电动客车给天津地铁，4辆车在11月16日运抵天津拖拉机厂后通过人力转运到海光寺车辆段。1976年2月，先期建设的3.6公里，新華路站、营口道站、电报大楼站以及海光寺站4个车站开始试运行，但由于国家当时实行停缓建政策和唐山大地震的影响，再加上资金限制，工程被迫停建。1977年，地铁再次开始动工。1979年初，7047工程指挥部撤销，地下铁道筹建处随后更名为天津市地下铁道管理处，承接施工与运营工作。1980年1月10日，新华路站至西南角站5.2公里的线路开始对外开放，单线往返行驶:470。为了增加车次，地铁管理处又从长春订购了6辆DK8A型电动客车，于1982年3月26日运抵天津，湘潭电机厂与长沙矿通厂也合作为天津地铁提供了2辆利用DK3型的电机电气技术试制的ZC/750-G型“芙蓉”车，于1982年下半年交付运营:153。1984年12月28日，运营区间延伸到8天前竣工的西站，天津地铁1号线正式通车，时任天津市委副书记、市长李瑞环为7047工程新华路站至天津西站站双轨全线通车典礼剪彩，通车里程达到7.4公里。
通车初期，共投入6组列车，每列车为2辆编组，运行速度约每小时30至50公里。1986年9月，4辆新购置的DK12型电动客车投入运营后，次年载客量增长了47.9%，全年保持3至4组列车在线运行，其中2组为3编组列车:473。虽然此时全线已配有16辆电动客车，但由于质量较差，故障率高，且检修水平与检修手段有限，导致行车间隔较长，且正点率无法保障，天津市地铁管理处于1986年11月8日与东急车辆工厂与签订了6辆天津地铁列车的合同，希望通过增加数量不多但质量较高的车辆以在存放场地有限的情况下促进地铁安全正点运行。1987年，6辆TJ-1000型电动车组由长春客车厂与日本东急公司合作设计生产:56并于同年12月上线运行，使得1988年能保持全线高峰5组、平峰4组列车运行，其中2组为3编组车，运行间隔缩小至9到12分钟:474。1985至1990年间，地铁管理处延长了西站站的折返线路，同时将其中17辆电动客车进行大修，以加大列车的编组:474。1996年，北京地铁车辆厂在地铁管理处的委托下设计制造了两组6辆BD4型电动客车，该款车采用了步进电机驱动和单片机控制的凸轮调阻装置，减少了主控制器的故障。1996年12月26日，BD4型电动客车首次在天津上线运行，并于次年3月正式投入运营，运行稳定可靠。同年，北京地铁与湘潭电机厂合作完成了“北京地铁电动客车GTO斩波调压技术改造”八五攻关项目，掌握了斩波调压车的生产技术，2000年4月18日，地铁管理处与北京地铁车辆厂签订联合试制3辆斩波调压地铁车辆的协议书，次年3月30日，BD8型电动车组交车仪式在天津举行。
天津7047工程建成的地铁既有线路虽然较短，只有7.4公里，但经过多年的试运行已经证明天津地铁的建设对缓解地面交通起到了一定的积极作用，已经成为天津市的一条重要的交通路线。据统计，平均日载客量在1万人左右，历史最高日客运量曾达6.1万人次。1988年的年载客量最高为1154万人次。

### 天津城市地铁一号线工程

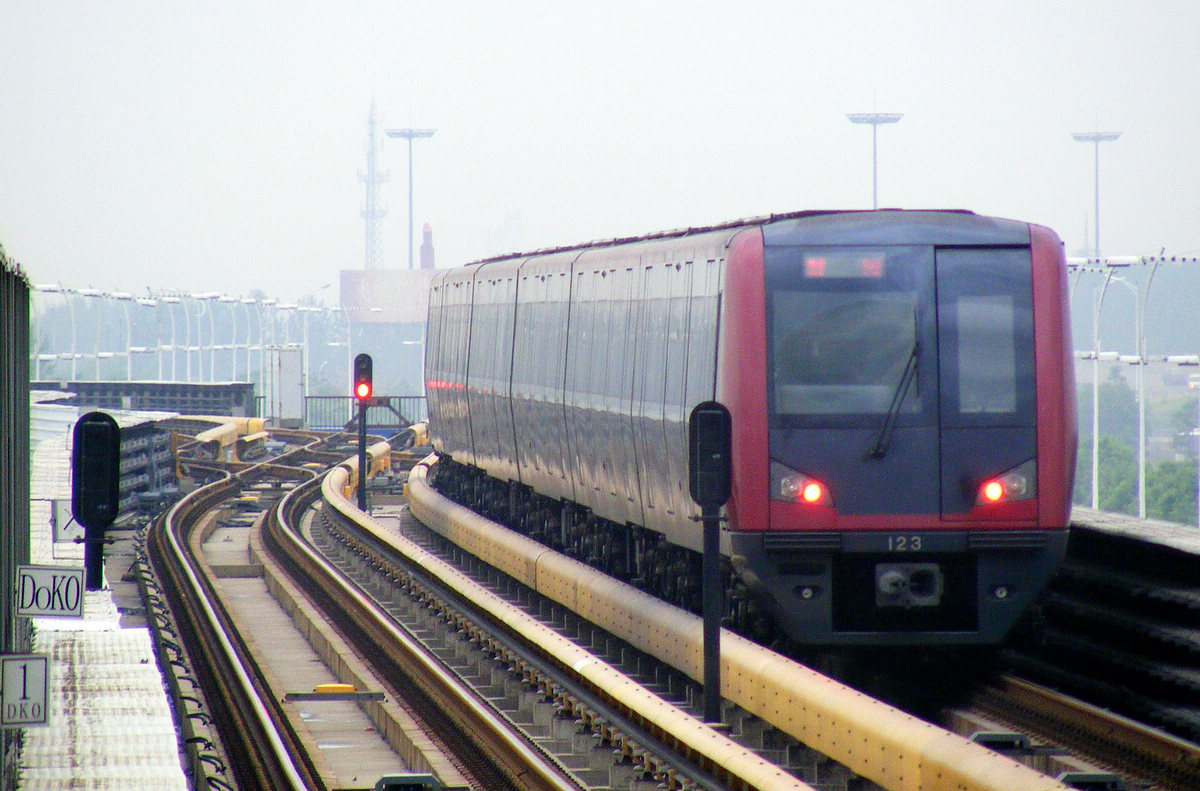
刘园折返线（2011年5月）

随着天津市的现代化进程，地铁既有线路的规模愈显局限:356。为了适应城市发展的需要，天津市决定将7.4千米的既有线路向两端延伸，使全长达到26.19千米，其中北段新建线路自刘园站延丁字沽三海路过勤俭道中环线，下穿子牙河，与西站站接轨；南段新建线路自新华路起，沿南京路、大沽南路、微山路、珠江道、艺林路至终点站双林站。由于地铁开始规划时以战备为主，部分客运设施设计标准较低，如各站站台有效长度仅为64米:468，无法停靠3编组以上的列车，而区间里却建有面积很大的战备卫生间。此外，通车20年来车辆设备已经老旧，各种设施仍不够完善:474，车站的净空不能满足通风要求，且设备房屋太少，无法安装电梯，不能满足车站的使用功能，因此，既有车站全部需要进行改扩建。为了加快组织实施地铁建设，天津市地下铁道总公司于2000年9月1日成立:357。2001年6月，天津城市地铁一号线工程获得国家计委批准立项，总投资68.95亿人民币。10月9日，最后一班地铁在晚7：30开出后既有线路开始停运改造。
2002年11月25日，改造工程开工。由于既有车站净高不足，且站台宽度不满足规范要求，既有线路的改建采取了拆除既有车站及相应的部分既有区间，保留大部分区间的方案。改造工程中，西站、西南角站、二纬路站、海光寺站、鞍山道站被拆除重建，西北角站和营口道站则异地重建，而西北角站与营口道站原址和新华路站则被永久关闭。2004年4月，1号线既有线路改建工程土建基本完工，北段高架线路也于同月通车。2004年2月，天津地铁总公司与长春轨道客车股份有限公司签订了25组电动客车的采购合同，这批列车有4辆编组与6辆编组两种形式，牵引系统采用VVVF控制，支持手动或自动驾驶两种方式。2005年6月，首列车组装完毕，并于8月5日运抵双林车辆段。同年7月，一号线全线铺轨完成。12月28日，一号线试通车。2006年6月12日，改造完成的1号线重新开通。
开通首日，地铁便迎来了不少专程来体验新地铁的市民，此外，地铁总公司还邀请了参与7047工程的老同志体验新地铁。2006年10月，地铁1号线在十一黄金周中迎来了首次大客流，很多市民专程带全家体验地铁，客流量比平时增加了3成以上，地铁总公司为此加快了高峰时段列车的发车频率，使行车间隔缩短至7分钟以内。随着客流量的稳步攀升，地铁也将末班车从4点延至晚8点。运营时间延长后，地铁沿线的商圈客流激增，市民纷纷选择乘坐地铁消费购物。9月1日，首班车时间从9点提前至6：30，供市民上下班乘坐。随着客流量的进一步攀升，1号线的客运量从初期每天3至4万人达到了2010年每天14万人次，虽然行车间隔已缩短至5分钟，但高峰时期车内依然拥挤，而此时25组列车中只有8列是6辆编组的，于是天津地铁运营有限公司决定对剩余的17列4编组列车实施“4改6”扩编。“4改6”工程于2010年10月启动，次年9月22日所有列车扩编完成，每天高峰时段的运能提升了三成。

### 地铁1号线东延工程
2012年11月，天津地铁1号线东延工程方案确定，东延段起于双林站（不含），终于双桥河站，全长16.039千米，共设11座车站。2013年11月，国家发改委同意将1号线向东延伸至津南区天津国家会展中心及咸水沽，待延伸工程完成后，双林站将改为半地下站，双林车辆段将拆除并在南延线上重建双桥河车辆段。2014年1月，1号线东延工程开工，但由于国家会展中心项目暂缓，1号线东延项目车站土建完工后暂时停工，2016年项目重新启动。为了配合东延施工，双林站于2016年12月31日停运改造，拆除原地面站改造为半地下站。2015年3月，1号线东延列车增购项目启动，11月，第一辆增购列车在唐山轨道客车有限责任公司下线，次年6月23日起，新车陆续运抵双林车辆段。2017年8月，1号线东延工程全线轨道贯通，同年12月，工程基本完工，项目开始热滑实验。但受国家会展中心项目和线路周边配套设施（道路、自来水、排水等）不到位等因素影响，东延段全线暂不具备开通条件。为方便双林地区居民出行，1号线东延线于2018年12月3日启用新双林站与李楼站。2019年12月28日，高庄子站、北洋村站、国瑞路站、东沽路站开通试运营。
2021年6月11日，中国铁建股份有限公司等4家社会资本为主导与政府出资代表成立的天津一号线轨道交通运营有限公司正式承担天津地铁1号线运营工作。此前，天津地铁1号线由天津轨道交通运营集团车务一中心负责运营。
2022年1月8日，因津南区确诊2例本土感染者，自当日下午开始1号线李楼-东沽路段各站只出不进，且只保留1个出口。随后1号线运营区间调整为刘园-双林。11日时1号线运营区间调整为刘园-财经大学。1月27日，天津地铁1号线双林站至东沽路站（除李楼站）恢复运营。同年5月至10月间，沿线多个车站先后因地区性疫情临时封闭。
2023年7月31日，1号线洪泥河东站正式开通运营。
2024年7月1日，1号线东延终点站双桥河站开通运营，意味着除剩余暂缓开通站点外，1号线东延段全线开通。

## 线路资料
- 站数：23
  - 其中：高架站8座，地下站14座，半地下站1座。
- 长度：26.188 km（刘园至旧双林站）[53]
  - 其中：高架线8.743 km，地面线1.509 km，过渡线0.558 km，地下线15.378 km（包括既有线7.335 km）[2]。
  - 最长区间：小白楼 - 营口道下行区间，1.624 km
  - 最短区间：二纬路 - 西南角下行区间，0.784 km
  - 平均区间长度：1.225 km[54]
- 东延线（双林站至双桥河站）长度：16.039 km[3]
- 轨距：1435 mm（标准轨）
- 供电方式：DC 750V 第三轨供电

## 车辆资料
| DK3                      | 长春客车厂       | 2B（Mc+Mc)或 3B（Mc+Mc+Mc） | 1971-1972  | 4辆   | 1980/1/10  | BJ-3   |
| DK8A                     | 长春客车厂       | 2B（Mc+Mc)或 3B（Mc+Mc+Mc） | 1982-1983  | 6辆   | 1982/3/26  | DK8    |
| ZC/750-G                 | 湘潭电机厂       | 2B（Mc+Mc)或 3B（Mc+Mc+Mc） | 1982       | 2辆   | 1982       | 湘潭型 |
| DK12                     | 长春客车厂       | 2B（Mc+Mc)或 3B（Mc+Mc+Mc） | 1984-1985  | 4辆   | 1986/9     | DK8    |
| TJ-1000                  | 东急车辆制造     | 3B（Mc+Mc+Mc）              | 1985       | 6辆   | 1987/12    | CJ1    |
| BD4                      | 北京地鐵車輛裝備 | 3B（Mc+Mc+Mc）              | 1996       | 6辆   | 1996/12/26 | TD1    |
| BD8                      | 北京地鐵車輛裝備 | 3B（Mc+Mc+Mc）              | 2000       | 3辆   | 2000/3/30  |        |
| DKZ9                     | 长春轨道客车     | 6B（Tc+M+T+M+M+Tc）         | 2005       | 48辆  | 2006/6/12  |        |
| DKZ12                    | 长春轨道客车     | 6B（Tc+M+T+M+M+Tc）         | 2005，2011 | 102辆 | 2006/6/12  |        |
| 东延增购列车             | 中车唐山机车车辆 | 6B（Tc+M+T+M+M+Tc）         | 2015-2016  | 114辆 | 2016/12/18 |        |
| 第二批增购车             | 中车唐山机车车辆 | 6B                          | 2024       | 96辆  | 2024/10/14 |        |
| 注：深色行表示已退役列车 |                  |                             |            |       |            |        |

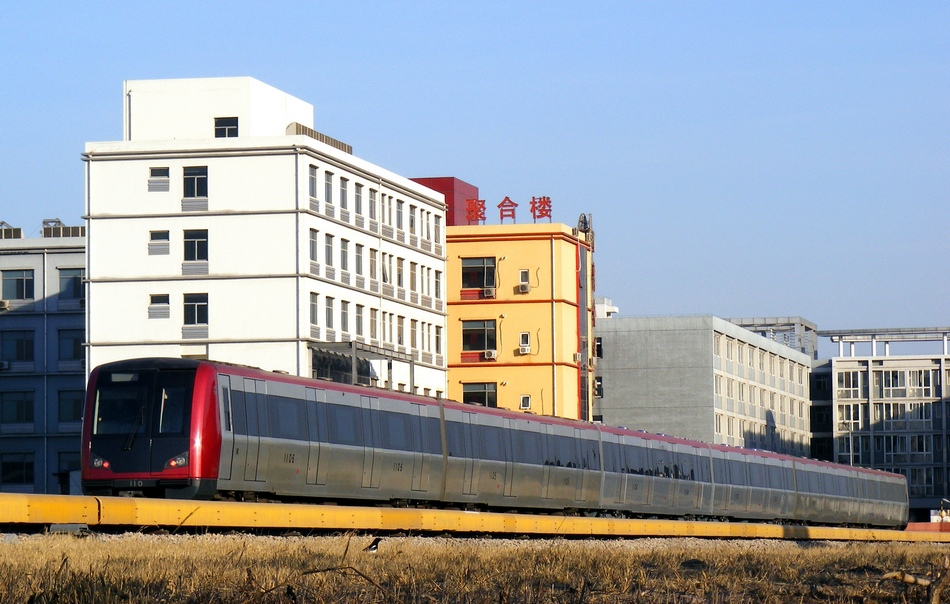
已经扩编至6节车厢的110车组
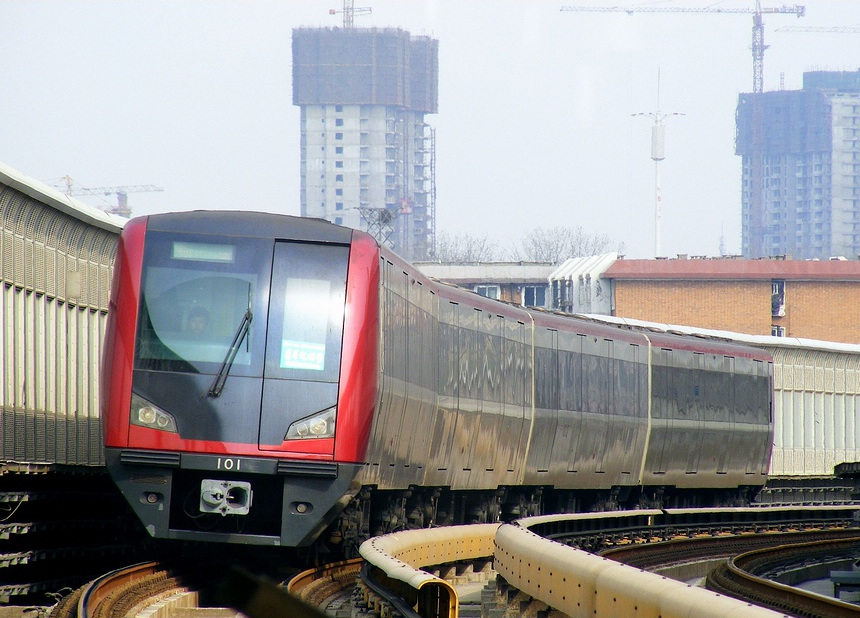
扩编前的101车组
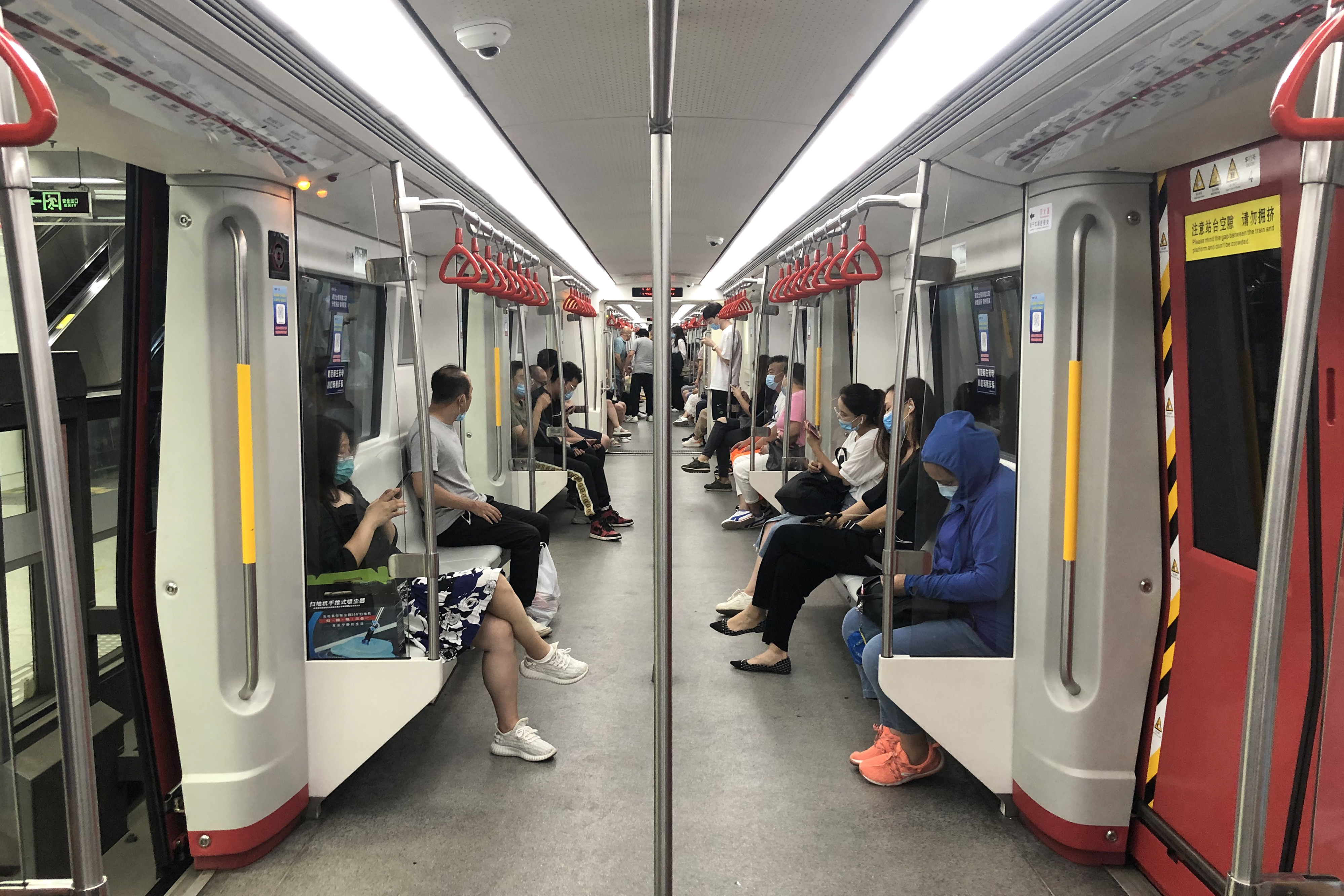
105车组车厢内部

### 编组
- 一期列车中，101~117 车组制造时为4节编组（目前均已扩编为6节编组），118~125 车组制造时即为6节编组。
- 增购列车为6节编组，于2016年开始制造，编号为 126~144。
- 第二批增购车为6节编组，于2024年开始制造，编号为145~160。

## 车站
1号线共28站运营中，其中首期22个车站全数运营，东延段10个车站中7站投入运营。

### 换乘站

#### 已投入使用
- 西站：换乘4号线、6号线。
- 西南角站：换乘2号线。
- 营口道站：换乘3号线。

上述三站改造时均已预留，为侧-岛节点换乘。
- 下瓦房站：换乘5号线。[55]1号线建设时已做预留，为站台岛-岛节点换乘，也可以就近返回大堂换乘。
- 财经大学站：换乘10号线。因1号线为高架车站，而10号线为地下车站，为天地通道换乘。

#### 站外联程换乘
小白楼站与4号线徐州道站、华山里站与11号线东江道站之间存在站外换线联乘机制，持交通卡或手机app出站后30分钟内到达对方站点，可减1元乘车费用。

#### 未来的换乘站
- 海光寺站：换乘7号线。
- 土城站：换乘8号线。
- 下瓦房站：换乘8号线。

上述三站均未做预留，预计为通道换乘。其中7号线海光寺站建设时预留站厅通道换乘条件，受限于施工进度，预计7号线开通初期需出站换乘。
| 天津地铁1号线 |                 |                                            |                          |                                         |      |
| 刘园 | 北辰区          | 2006年6月12日                              |                          | 高架侧式站台                            | 右侧 |
| 瑞景新苑[3] | 北辰区          | 2006年6月12日                              |                          | 高架侧式站台                            | 右侧 |
| 佳园里[4] | 北辰区          | 2006年6月12日                              |                          | 高架侧式站台                            | 右侧 |
| 本溪路 | 红桥区          | 2006年6月12日                              |                          | 高架侧式站台                            | 右侧 |
| 勤俭道 | 红桥区          | 2006年6月12日                              |                          | 地下侧式站台                            | 右侧 |
| 洪湖里 | 红桥区          | 2006年6月12日                              |                          | 地下侧式站台                            | 右侧 |
| 西站 | 红桥区          | 天津地铁既有线1984年12月28日 2006年6月12日 | █ 4号线 █ 6号线 天津西站 | 地下侧式站台                            | 右侧 |
| 西北角 | 红桥区 / 南开区 | 天津地铁既有线1984年12月28日 2006年6月12日 |                          | 地下侧式站台                            | 右侧 |
| 西南角 | 南开区          | 天津地铁既有线1984年12月28日 2006年6月12日 | █ 2号线                  | 地下侧式站台                            | 右侧 |
| 二纬路 | 南开区          | 天津地铁既有线1984年12月28日 2006年6月12日 | █ 13号线（规划）         | 地下侧式站台                            | 右侧 |
| 海光寺 | 南开区          | 天津地铁既有线1984年12月28日 2006年6月12日 | █ 7号线（在建）          | 地下侧式站台                            | 右侧 |
| 鞍山道[5] | 和平区          | 天津地铁既有线1984年12月28日 2006年6月12日 |                          | 地下侧式站台                            | 右侧 |
| 营口道 | 和平区          | 天津地铁既有线1984年12月28日 2006年6月12日 | █ 3号线                  | 地下侧式站台                            | 右侧 |
| 新华路 | 和平区          | 天津地铁既有线1984年12月28日               |                          | 地下侧式站台                            |      |
| 小白楼 | 和平区 / 河西区 | 2006年6月12日                              | █ 4号线：徐州道[9]       | 地下岛式站台                            | 左侧 |
| 下瓦房 | 河西区          | 2006年6月12日                              | █ 5号线 █ 8号线（在建）  | 地下岛式站台                            | 左侧 |
| 南楼 | 河西区          | 2006年6月12日                              |                          | 地下岛式站台                            | 左侧 |
| 土城 | 河西区          | 2006年6月12日                              | █ 8号线（在建）          | 地下岛式站台                            | 左侧 |
| 陈塘庄 | 河西区          | 2006年6月12日                              |                          | 高架侧式站台                            | 右侧 |
| 复兴门 | 河西区          | 2006年6月12日                              |                          | 高架侧式站台                            | 右侧 |
| 华山里 | 河西区          | 2006年6月12日                              | █ 11号线：东江道[9]      | 高架侧式站台                            | 右侧 |
| 财经大学 | 河西区          | 2006年6月12日                              | █ 10号线                 | 高架侧式站台                            | 右侧 |
| 双林[6] | 津南区          | 2006年6月12日（旧） 2018年12月3日（新）    |                          | 地面侧式站台（旧） 半地下侧式站台（新） | 右侧 |
| 李楼 | 津南区          | 2018年12月3日                              |                          | 地下岛式站台                            | 左侧 |
| 梨双路北 | 津南区          | 未知                                       |                          | 地下岛式站台                            | 左侧 |
| 洪泥河东 | 津南区          | 2023年7月31日                              |                          | 地下岛式站台                            | 左侧 |
| 高庄子 | 津南区          | 2019年12月28日                             |                          | 地下岛式站台                            | 左侧 |
| 上郭庄 | 津南区          | 未知                                       |                          | 地下岛式站台                            | 左侧 |
| 国家会展中心[7] | 津南区          | 2019年12月28日                             |                          | 地下岛式站台                            | 左侧 |
| 国瑞路[8] | 津南区          | 2019年12月28日                             |                          | 地下岛式站台                            | 左侧 |
| 东沽路 | 津南区          | 2019年12月28日                             |                          | 地下岛式站台                            | 左侧 |
| 咸水沽北 | 津南区          | 未知                                       |                          | 地下岛式站台                            | 左侧 |
| 双桥河 | 津南区          | 2024年7月1日                               |                          | 地下岛式站台                            | 左侧 |
| 注释 |                 |                                            |                          |                                         |      |
| 1 斜体标示的车站，尚未启用。 2 灰色标示的换乘，尚未启用。 3 瑞景新苑站在2018年7月31日前名为西横堤站。 4 佳园里站在2018年7月31日前名为果酒厂站。 5 鞍山道站在天津地铁既有线时期名为电报大楼站。 6 双林站地面站于2016年12月28日停运并拆除，改建为半地下站后于2018年12月3日重新启用。 7 国家会展中心站在2021年5月12日前名为北洋村站。 8 国瑞路站在2021年5月12日前名为国展路站。 9 站外换线联程，在不更换乘车介质的情况下30分钟内可减一元。 |                 |                                            |                          |                                         |      |
| 论 编 |                 |                                            |                          |                                         |      |

## 行车安排
1号线周六日及法定节假日全天时段以及工作日平峰时段采取单一线路运营所有列车皆往返刘园站及双桥河站之间；工作日早、晚高峰时段将采取大小交路列车运行模式，分为“刘园-李楼”“刘园-双桥河”两种区段运行。2019年12月28日前，1号线采取单一线路运营，所有列车皆往返刘园站及李楼站之间，全程运行时间53分钟。

### 列车间隔
| 峰期   | 峰期     | 时间段      | 小交路行车间隔         | 大交路行车间隔 |
| ------ | -------- | ----------- | ---------------------- | -------------- |
| 工作日 | 早高峰   | 6:30-9:00   | 最小4分钟，平均4.4分钟 | 8-10分钟       |
| 工作日 | 晚高峰   | 16:30-19:00 | 最小4分钟，平均4.4分钟 | 8-10分钟       |
| 工作日 | 其他时段 | 其他时段    | 不適用                 | 6-8分钟        |
| 節假日 | 高峰     | 7:00-18:30  | 不適用                 | 7-8分钟        |
| 節假日 | 其他时段 | 其他时段    | 不適用                 | 8-10分钟       |

## 未来发展
天津地铁1号线亦有规划从刘园站延伸至北辰区的双口站，但市规划局在2017年的答复中称，1号线运营基本饱和，线路相关设施已不具备向北延伸的条件。
2019年5月天津市发改委印发《天津市2019年重点建设、重点前期和重点储备项目安排意见》，其中重点储备项目安排中提出天津地铁1号线北延至双青新家园，建设区间为北辰区刘园站至双口站，全长8 km，设站4座，建设年限为2024年-2028年。

## 事故
- 2015年6月25日 9:30，天津地铁1号线营口道至小白楼区段发生供电故障，一列车被困区段内[63]。当日 11:06 故障排除，随后全线恢复运营[64]。事故未造成人员伤亡。